# Tourettes syndrom
Tourettes syndrom eller  Gilles de la Tourettes syndrom er en organisk neurobiologisk lidelse, der er karakteriseret ved flere forskelligartede motoriske tics (ufrivillige muskelbevægelser), et eller flere vokale tics (utilsigtede lyde eller ord) eller sensoriske tics (ufrivillige indre sansemæssige oplevelser).
Sygdommen blev beskrevet i 1885 af den franske læge Georges Gilles de la Tourette, deraf navnet. Der er i dag enighed om, at syndromet må karakteriseres som en lidelse, der skyldes abnormaliteter i hjernens basalganglier. For ca. 50% er lidelsen arvelig og for resten for tiden ukendte miljø-påvirkninger.
Et gen ved navn Slit and Trk-like 1 (forkortet SLITRK1), der sidder på det 13. kromosom, har betydning for udviklingen af Tourettes syndrom.
Genet menes dog ikke at være den eneste årsag til Tourettes syndrom, og omend forskningen har afklaret en række af syndromets virkninger, så er der endnu ikke fuld forståelse af dets årsager.
Selv om lidelsen nedarves, betyder det ikke, at børn af forældre med Tourettes syndrom får de samme symptomer. Lidelsen kan springe generationer over eller give sig udtryk i kraftigere eller mildere former. Nogle vil udvise symptomer præget af synlige tics, mens andre kan lide af tvangstanker. Kun få børn, der arver genet, har brug for egentlig medicinsk behandling.

## Syndromets karakteristika
Syndromet er karakteriseret ved multiple bevægelser – kaldet tics – der gentages i hurtig rækkefølge og ufrivillige lyde og andre handlinger. Bevægelserne kan omfatte hurtig blinken med øjnene, trækken på skuldrene, kast med hovedet, grimasser eller andre gentagne bevægelser af kroppen eller lemmerne. Lyde kan omfatte gentagen snøften, rømmen, hosten, grynten, gøen eller skrigen. Nogle patienter oplever ekkolali (gentagen af det, andre siger), palilali (gentagen af det, man selv siger), stammen eller coprolali (ufrivillig ytren af upassende eller uartige ord). Mange oplever også sensoriske tics med stikkende eller en indre kløende fornemmelse i kroppen umiddelbart før tics-udbrud. Det kan også føles som irritation i halsen og giver trang til rømmen.
Personer med Tourettes syndrom har sjældent alle disse tics. De fleste vil over en længere periode udvise nogle eller mange af disse symptomer i mildere eller sværere grad. I mildere tilfælde kun få tics eller trækninger, der er begrænset til ansigt eller øjne. I andre tilfælde kan adskillige områder af kroppen være berørt, fx ryk med armene, stampen eller sammentrækning af bugmuskulaturen. Tics tiltager og aftager oftest over perioder af tre til fire måneders varighed. Gamle tics kan forsvinde og blive erstattet af nye, eller nye kommer til de allerede eksisterende.
Stress, store forandringer eller følelsesmæssige op- og nedture kan ofte give en forværring af tics og øvrige symptomer. Medicin med stoffer, som stimulerer centralnervesystemet (fx visse antihistaminpræparater), kan også forstærke tics. De kan som regel kun undertrykkes i kortere tid, og det vil normalt forværre den mentale tilstand.
Andre adfærdssymptomer: Impulsiv adfærd med "kort lunte", i form af pludselige vredesudbrud, ses også hos mange med lidelsen, også hos dem, der ikke behøver at have komorbide diagnoser. Kun sjældent er der tale om egentlig voldelig adfærd, og den er fulgt af skam over adfærden. Ofte opleves også koncentrationsproblemer med hyperaktivitet og tankemylder. De mange tics og tvangshandlinger skræmmer barnet og bidrager til den eksistentielle angst, mange med lidelsen oplever. Mange har også, hvad der betegnes som "tourette-personlighed", en særlig stivhed i forhold til nye udfordringer og forandringer.
Personer med Tourettes syndrom har normal intelligens, om end mange oplever indlæringsvanskeligheder.

## Komorbiditet
Der forekommer i en del tilfælde komorbiditet (sammenfaldende syndromer udover tics) især i form af OCD-lignende tvangstanker – uønskede, uacceptable, tilbagevendende ideer eller hele tankerækker, der opleves som invaliderende. Ofte har disse tvangstanker et uhyggeligt, angstpræget indhold. Selv om indholdet er neutralt, opleves det fortsat som ubehageligt og forstyrrende. Nogle beskriver disse indre tvangstanker som 'indre tics', fordi de har samme påtvingende og tilbagevendende karakter. Der kan også opleves tvangshandlinger, der opleves som noget nødvendigt: handlingen skal udføres, før et oplevet pres letter.
Ud over de beskrevne symptomer diagnosticeres personer med Tourettes syndrom også i nogle tilfælde med andre syndromer, fx ADHD eller Aspergers. Når en person har Tourettes syndrom som dominerende lidelse sammen med en eller flere af disse lidelser eller symptomer, taler man om at personen har Tourette plus (Ts+).

## Sygdommens udbredelse og forløb
Tourettes syndrom optræder ca. fire gange så hyppigt hos drenge som hos piger. Tidligere blev kun ganske få diagnosticeret med syndromet, men konsensus er nu at 1 til 10 ud af 1000 børn svarende til mellem 5.000-50.000 danskere menes at have Tourettes syndrom i større eller mindre grad. Kun et fåtal af disse diagnosticeres eller er alvorligt handicappet af deres lidelse.
Syndromet diagnosticeres normalt i 5-15 års alderen, heraf diagnosticeres langt de fleste i 6-7 års alderen i forbindelse med skolestart. Det er ofte efter, at forældrene har været pinligt berørt over deres barns opførsel, barnet har fået påtale fra lærere eller er blevet mobbet.
Normalt forværres tilstanden med alderen, især under puberteten. OCD-symptomer begynder ofte ved 10-års alderen. Tilstanden stabiliseres igen på et lavere leje for ca. 2/3 vedkommende, når voksenalderen nås. Der er således tale om en permanent lidelse, selv om de fleste voksne enten har mildnede symptomer, er i stand til enten at kontrollere tilstanden gennem en højere grad af selvkontrol, afslapningsteknikker, kompensation og lignende teknikker, eller har opnået andres og egen accept af tilstanden som en del af deres særlige personlighed.

## Behandling
Ingen behandling kan helbrede lidelsen, og al behandling håndterer de kraftigste symptomer i hverdagen. Lidelsen er ikke livstruende og kan i de fleste tilfælde forenes med et helt normalt liv. De mest normale tiltag især ved mildere former er fortrinsvis af rådgivningsmæssig og pædagogisk art, samt opnåelse af accept og forståelse af syndromets karakter fra fx lærere, klassekammerater eller bedsteforældre. Der findes adskillige typer medicin, som kan dæmpe symptomerne for mange, blandt andet haloperidol og clonidin, Strattera og Orap. Ingen af de nuværende medikamenter kan få symptomerne til at forsvinde helt, men de kan reduceres og i visse tilfælde forsvinde helt i perioder. Typisk kommer de igen, specielt i situationer der opleves som stressende, ligesom der er en række bivirkninger ved de fleste typer medicin. Cannabis er også kendt[kilde mangler] for at lindre symptomerne, da THC'en stimulerer hjernens basalganglier.

## Kendte med Tourettes syndrom
- Musikeren Basshunter eller Jonas Altberg.[3]
- Stand-up-komikeren og tv-værten Uffe Holm.[4]
- Fodboldspilleren Tim Howard.[5]